# Krásnoočka
Krásnoočka (Euglenoidea, Euglenophyta, Euglenophyceae), také eugleny, je třída jednobuněčných eukaryot s bičíkem, řazená do říše Excavata, kmene Euglenozoa. Mohou být považovány za řasy, protože mnoho z nich má chloroplasty. Žijí ve sladkých vodách a vzácněji v moři. Typovým rodem je známé krásnoočko (Euglena).

## Popis buňky

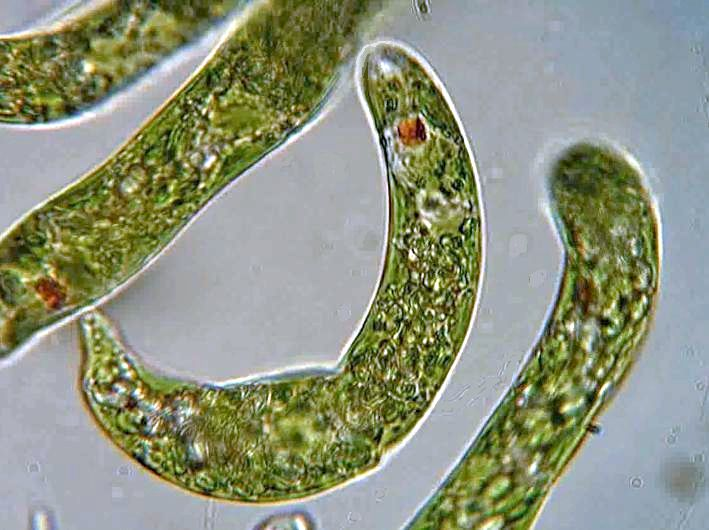
Mikroskopická fotka krásnoočka

Na povrchu buněk je u krásnooček pod cytoplazmatickou membránou tzv. pelikula, tedy množství spirálních proteinových pruhů, které slouží k změně tvaru buňky. U pohyblivých stádií nacházíme na povrchu buňky rovněž dva bičíky, upevněných ve vchlípené dutince (ampule). Někdy však jeden z bičíků zakrní a zůstává uvnitř ampuly (např. právě u rodu Euglena). Na povrchu volné části bičíku jsou dvě řasy vlásků, jedny delší (mastigonemy) a jedny kratší. V blízkosti ampuly je dále stigma, světločivná skvrna, která vnímá světlo.
Uvnitř buňky se nachází množství organel. Jednou z nich jsou mitochondrie, u krásnooček vybavené terčovitými kristami. Častou součástí jsou rovněž plastidy, konkrétně chloroplasty, získané sekundární endosymbiózou zelených řas (viz endosymbiotická teorie). Obsahují chlorofyl A a B, karotenová a xantofylová barviva. Uvnitř chloroplastů je přítomen též pyrenoid, tělísko účastnící se fixace uhlíku. Zásobní látkou krásnooček je paramylon, který je chemicky shodných s chrysolaminaranem (ß-1,3-glukan).
Krásnoočka jsou zřejmě jediná velká skupina „řas“, u nichž není známo pohlavní rozmnožování.

## Výživa
Zatímco krásnoočka s chloroplasty jsou většinou autotrofní a fotosyntetická, druhy, které nemají chloroplasty, se živí chemoheterotrofně. Na pomezí pak stojí některé druhy s plastidy, které mohou uplatňovat oba způsoby výživy - to jsou takzvaní mixotrofové- kromě CO2 využívají jako zdroj uhlíku též organické látky rozpuštěné ve vodě, při dlouhodobém zatemnění tyto druhy ztratí chloroplasty a vyživují se pouze heterotrofně. Zásobní látkou je paramylon.
Pokud jsou krásnoočka přechovány dlouhodobě ve tmě, nemůže v jejich těle probíhat fotosyntéza. Po čase se začnou živit stejně jako živočichové pohlcováním organických látek a drobných částeček. Rozpad chloroplastů krásnooček lze navodit i uměle působením antibiotik.

## Výskyt
Krásnoočka žijí převážně ve sladkých vodách, silně znečištěných organickými látkami. Tvoří zelené povlaky na dně nádrží nebo tenké blanky při hladině.

## Zástupci
krásnoočko zelené (Euglena viridis)
krásnoočko štíhlé (Euglena gracilis)
krásnoočko krvavé (Euglena sanquinea) - obsahující červené barvivo (astaxanthin) překrývající zelenou barvu chloroplastů. Způsobuje červené zbarvení povrchové blanky na hladině tůní a rybníčků.

## Členění
Krásnoočka jsou tradičně řazena do šesti řádů (Kalina & Váňa, 2005):
- Eutreptiales (bezbarvé i fotosyntetické);
- Euglenales (největší z řádů, zahrnující fotosyntetické rody Euglena, Phacus, Monomorphina, Lepocinclis, Trachelomonas, Strombomonas, Colacium, Cryptoglena, Discoplastis);
- Rhabdomonadales (osmotrofní, bezbarvé);
- Sphenomonadales (heterotrofní, bezbarvé);
- Heteronematales (heterotrofní, bezbarvé);
- Euglenamorphales (heterotrofní endozoické eugleny).